# دولت أباد (نائين)
دولت أباد هي قرية في مقاطعة نائين، إيران. عدد سكان هذه القرية هو 10 في سنة 2006.